# Temporada 1885-1886 del Liceu
L'única òpera que s'estrena la temporada 1885-1886 és la segona a estrenar-se de Wagner, Der fliegende Holländer, anunciat sempre com Il vascello fantasma. L'estrenà la soprano romanesa Elena Theodorini, predecessora de les grans cantants-actrius que vindrien amb el verisme.
La mateixa temporada es presentava Gemma Bellincioni, muller de Roberto Stagno, i Francesco Tamagno patia un fracàs inesperat en una única representació de Poliuto. Al Crónica de Cataluña del 10 de desembre de 1885 es deia que: «El tenor señor Tamagno ha salido para Italia dando, por lo tanto, por fracasada su exhibicion en el Gran Teatro del Liceo». Sobre la mateixa representació, El Diluvio del 6 de desembre de 1885 deia: “Ayer noche mientras de cantaba en el Gran Teatro del Liceo la òpera “Poliuto” le sobrevino á una conocida dama perteneciente á la aristocracia tal accidente, que temiendo un fatal desenlace, según opinion facultativa, la familia mandó llamar enseguida un sacerdote; llegado éste, creemos que de San Agustín, entró en el cuartito del palco, y no sabemos más, sinó que según se decía, al volver en sí la dama y ver tanta preparacion en tal sitio, le repitió el accidente”. I en el mateix diari de l'endemà: “La señora víctima del grave accidente que le acometió en el Liceo, era la marquesa de Ciutadilla, á la que le fueron administrados ayer con toda pompa el Viático y los Santos Óleos”.
Per la quaresma de 1886, el Liceu oferia la primera audició a Barcelona de La Damnation de Faust de Berlioz (en versió original de concert i amb quaranta anys de retard) i es presentaven dos altres divos tenors com eren el sevillà Fernando Valero i Francesco Marconi.
| Temporada 1885-1886 del Liceu |                      | |                   | |           |                                                             |
| Òpera                         | Compositor           | Director musical                                                                                          | Director d'escena | Papers principals | Producció | Dates                                                       |
| Gioconda                      | Amilcare Ponchielli  | |                   | Elena Theodorini, Marta Duvivier/Elvira Ercoli, Saffo Bellincioni, Ottavio Nouvelli, Enrico Rubirato, Pau Meroles                                                                            |           | octubre                                                     |
| Rigoletto                     | Giuseppe Verdi       | Joan Goula (4 novembre) / Francesc Pérez-Cabrero (8, 21, 22 novembre) / Alessandro Pomè (desembre; gener) |                   | Ottavio Nouvelli / Francesco De Angelis (8 novembre), Enrico Rubirato, Angelina Turconi-Bruni (novembre) / Fanny Torresella (desembre; gener), Pau Meroles, Saffo Bellincioni, Narciso Serra |           | 4, 8, 21, 22 novembre / 8, 9 desembre / 5 gener             |
| Africana                      | Giacomo Meyerbeer    | |                   | Elena Theodorini, Giuseppina Buti, Gaetano Ortisi, Jules Celestin Devoyod, Joseph David |           | novembre                                                    |
| Ernani                        | Giuseppe Verdi       | |                   | Bianca Montesini, Ottavio Nouvelli, Enrico Rubirato, Pau Meroles |           | novembre                                                    |
| Faust                         | Charles Gounod       | |                   | Angelina Turconi Bruni/Giuseppina Buti, Saffo Bellincioni, Gaetano Ortisi/Arturo Bruno, Mario Aristidi, Pau Meroles/Narciso Serra                                                            |           | novembre                                                    |
| La favorita                   | Gaetano Donizetti    | Joan Goula                                                                                                |                   | Marthe Duvivier, Ottavio Nouvelli, Mario Aristide, Pau Meroles, Josep Massip, Concepcion Arrieta                                                                                             |           | 12 novembre                                                 |
| Martha                        | Friedrich von Flotow | |                   | Fanny Torresella, Corinna Cescati, Ottavio Nouvelli, Pau Meroles, Aristide Fiorini |           | desembre                                                    |
| Mefistofele                   | Arrigo Boito         | |                   | Elena Theodorini, Saffo Bellincioni, Ottavio Nouvelli, Joseph David |           | desembre                                                    |
| Der fliegende Holländer       | Richard Wagner       | Alessandro Pomè / Francesc Pérez Cabrero (15 desembre)                                                    |                   | Joseph David, Elena Theodorini (12, 13, 15 desembre) / Fanny Torresella (la resta), Arturo Bruno, Marthe Duvivier, Josep Massip, Jules Devoyod                                               |           | 12, 13, 15, 17, 20, 21, 26, 27, 30 desembre, 1 i 3 de gener |
| La Damnation de Faust         | Hector Berlioz       | |                   | Fernando Valero, Francesco Marconi |           | quaresma                                                    |
| Poliuto                       | Gaetano Donizetti    | Francesc Pérez-Cabrero                                                                                    |                   | Enrico Rubirato, Francesco Tamagno, Elena Theodorini, Francesc Raguer, Josep Massip |           | 5 de desembre                                               |
| Dinorah                       | Giacomo Meyerbeer    | |                   | Bianca Donadio, Erina Borlinetto, Pietro Lombardi, Giovanni Bianchi |           | abril                                                       |
| Mefistofele                   | Arrigo Boito         | |                   | Mila Kupfer-Berger, Erina Borlinetto, Fernando Valero, Anton Vidal |           | abril                                                       |
| Il barbiere di Siviglia       | Gioacchino Rossini   | Joan Goula                                                                                                |                   | Pietro Lombardi/Giuseppe Frapolli, Aristide Fiorini, Bianca Donadio, Ezio Ciampi-Cellaj, Pau Meroles, Adela Gassull                                                                          |           | maig                                                        |
| Gioconda                      | Amilcare Ponchielli  | |                   | Mila Kupfer-Berger, Emma Leonardi, Erina Borlinetto, Fernando Valero, Giovanni Bianchi, Pau Meroles                                                                                          |           | maig                                                        |
| Favorita                      | Gaetano Donizetti    | |                   | Emma Leonardi, Fernando Valero, Eugeni Labán, Pau Meroles |           | maig                                                        |
| Rigoletto                     | Giuseppe Verdi       | Joan Goula                                                                                                |                   | Fernando Valero, Eugeni Labán, Marianna Lodi, Martí Verdaguer, Erina Borlinetto, Concepción Arrieta                                                                                          |           | 14 i 18 de maig                                             |
| Puritani                      | Vincenzo Bellini     | |                   | Mariannina Lodi, Francesco Marconi, Enzo Ciampi Cellaj, Anton Vidal |           | maig                                                        |
| La favorita                   | Gaetano Donizetti    | Joan Goula                                                                                                |                   | Emma Leonardi, Fernando Valero, Eugeni Laban, Pau Meroles, Josep Massip, Adela Gassull |           | 23, 26 maig / 1 juny                                        |
| Aida                          | Giuseppe Verdi       | |                   | Mila Kupfer-Berger, Emma Leonardi, Francesco Marconi, Eugeni Labán, Pau Meroles |           | maig                                                        |
| Les Huguenots                 | Giacomo Meyerbeer    | |                   | Mila Kupfer-Berger, Mariannina Lodi, Emma Leonardi, Francesco Marconi, Enzo Ciampi Cellaj, Anton Vidal, Martin Verdaguer                                                                     |           | maig                                                        |